# Somocismo
En la historia política y social de Nicaragua, somocismo se denomina al sistema dictatorial de dominación y opresión que se apoyaba en una estructura política, militar, económica y social que se mantuvo en el poder en este país centroamericano hasta 1979.

## Fundador
Su fundador fue el general Anastasio Somoza García en 1937, y perduró hasta 1979 con la caída del poder de su hijo menor Anastasio Somoza Debayle a causa del triunfo de la Revolución Nicaragüense.

## «Dinastía»
El régimen somocista fue una de las dictaduras familiares en donde los altos puestos militares y políticos estaban reservados para miembros, parientes y allegados de la familia Somoza, como los Somoza Debayle, los Somoza Portocarrero, los Sevilla Somoza, los Somoza Urcuyo, los Debayle Sacasa y los Paláis Debayle.

## Etapa populista
A los inicios de la dictadura somocista, el general Somoza García, casado con la aristócrata Salvadora Debayle, impulsó medidas populistas para ganarse el apoyo de los sindicatos de obreros; redujo la tasa de desempleo,[cita requerida] otorgó el derecho del voto a las mujeres nicaragüenses en 1956 y se erigieron vistosas construcciones en la ciudad de Managua, la Capital, como: 
- el Palacio Presidencial (reconstrucción en 1934)
- la Casa del Obrero de Managua (1940)
- la Tribuna Monumental o Tribuna Presidencial (1941)
- el Casino Militar (actual Comandancia General del Ejército de Nicaragua)
- el Hospital Militar (edificio sobre el costado suroeste de la Loma de Tiscapa)
- la Colonia Militar "Villa Tiscapa"
- el Palacio de Comunicaciones (1946) (actual Oficinas centrales de Correos de Nicaragua)
- el Estadio Nacional (1948)
- el Banco Central de Nicaragua (1964) (actual Vicepresidencia y CONICYT)
- el Edificio administrativo del INSS (1965)
- el Palacio de Justicia (1967) (actual Instituto de Medicina Legal)
- el Teatro Nacional Rubén Darío (1967)
- el Banco de América (1970)

## Etapa final
Luego de la muerte de Somoza García el 29 de septiembre de 1956 y del terremoto de Managua del 23 de diciembre de 1972, el régimen cayó aún más en la corrupción durante las administraciones de sus hijos Luis y Anastasio Somoza Debayle; caracterizadas por la distribución desigual de la riqueza centrada en unas pocas familias de la oligarquía criolla.
Hubo progresos importantes en el sector salud durante de la década de los años 1960 y 1970, sin embargo había carencias de garantías sociales. A esta etapa pertenece la construcción de la Carretera Panamericana y el impulso del cultivo del algodón como rubro de exportación, convirtiendo a Nicaragua en un país con una economía sólida en Centroamérica.